# Santos Urdinarán
Santos Urdinarán (30. marts 1900 – 14. juli 1979) var en uruguayansk fodboldspiller, der med Uruguays landshold vandt guld ved VM i 1930 på hjemmebane. Han var også med til at vinde hele tre sydamerikanske mesterskaber, i henholdsvis 1923, 1924 og 1926, samt guld ved både OL i 1924 og OL i 1928.
Urdinarán spillede på klubplan for Nacional i hjemlandet.

## Titler
VM
- 1930 med Uruguay

Sydamerika-Mesterskabet (Copa América)
- 1923, 1924 og 1926 med Uruguay

OL
- 1924 og 1928 med Uruguay